# Jan Floris Martinet
Johannes Florentius (Jan Floris) Martinet (Deurne, 12 juli 1729 - Amsterdam, 4 augustus 1795) was geschiedkundige, natuuronderzoeker, schrijver, pedagoog, theoloog en predikant te Gellicum en Rhenoy (1756-1759), Edam (1759-1775) en Zutphen (1775-1795). 
Jan Floris Martinet werd geboren in de toenmalige hervormde pastorie aan de Markt in Deurne als zoon van Jean Anthoine Martinet. Martinet werd evenals zijn vader predikant. Hij was een belangrijke auteur van de beweging van de fysicotheologie. Dat was een theologische opvatting die op basis van empirisch onderzoek van de natuur  tot kennis van God wilde komen.  Met name de doelmatigheid die men in de natuur waarnam werd beschouwd als een belangrijk bewijs voor het bestaan van God. 
De argumentatie van de fysicotheologen was in de achttiende eeuw populair in poëzie, stichtelijke lectuur en natuurhistorische werken. Belangrijk voor het onderwijs was het in 1777-1779 verschenen werk Katechismus der natuur van Martinet. In 1827-1829 verscheen hiervan nog een zesde druk, terwijl hij daarnaast in 1779 nog een Kleine katechismus der natuur voor kinderen schreef. Deze beleefde  in 1818 nog een zesde druk in een door  Jacobus Albertus Uilkens herziene versie. De Kleine catechismus werd vertaald in het Engels, Frans, Duits en Maleis, terwijl het oorspronkelijke, grote werk in Engelse en Duitse vertaling uitkwam. Beide werken van Martinet zijn buitengewoon populair geweest. Velen volgden zijn voorbeeld en schreven eveneens dergelijke catechismi. De  Katechismus der natuur werd binnen het reformatorisch onderwijs tot begin twintigste eeuw gebruikt. De plek waar hij dat werk schreef was de (nu zo genoemde) Martinetkoepel op de Zutphense stadsmuur.

## Nalatenschap
Martinet stierf na een beroerte in 1795 in Amsterdam en werd aldaar in de Nieuwe Kerk begraven. In Zutphen werd de Martinetsingel naar hem genoemd en ook de Martinet MAVO (inmiddels verdwenen) en in Deurne de Martinetstraat, Oude Martinetstraat en Martinetplein (tezamen voorheen Schoolstraat) en winkelcentrum De Martinet (afgebroken in 2006).  
Martinet was gehuwd, maar had geen kinderen. Zijn achternaam leeft voort in de familie Van Loenen Martinet, verwant aan Martinets neef en leerling Johannes Martinet Kuipers. Het geboortehuis van Martinet werd in 1959 afgebroken. Nu staat daar de Rabobank, gebouwd in 1985.

## Boeken van J.F. Martinet (selectie)
- 1977-1779, Katechismus der natuur (zesde druk 1827-1829)
- 1779, Kleine katechismus der natuur voor kinderen
  - 1818, Kleine katechismus der natuur voor kinderen, zesde, herziene uitgave door Jacobus Albertus Uilkens
- 1780, Historie der waereld; 9 vols. (Amsterdam)
- 1781, Zeemans handboek (2e dr.)
- 1782, Geloofs-belydenis, van Jacob Abas
- 1788, Het vereenigd Nederland
- 1789, Kort begrip der waereld-historie voor de jeugd
- 1790, Het vereenigd Nederland, verkort
- 1790, Les Pays-Bas unis, abrégés
- 1791, Het vaderland
- 1791, Nieuw geschenk voor de jeugd. 5 vols
- 1793, Beredeneerd register ofte hoofdzaaklyke inhoud der Verhandelingen, die in de XXVIII deelen van de Hollandsche Maatschappy der Weetenschappen voorkomen
- 1793, Huisboek voor vaderlandsche huisgezinnen
- 1795, Verhandelingen en waarneemingen over de natuurlijke historie, meerendeels van ons vaderland
- 1796, Verzameling van vaderlandsche spreekwoorden [... ter gebruike der jeugd en in de schoolen]